# L'Estudi
L'Estudi (1931 - entre 1964 i 1966) fou un antic col·legi al poble d'Olià, que pertany al municipi de Bellver de Cerdanya a la comarca de la Cerdanya a la Catalunya del sud.
Fou un col·legi dels tres pobles germans (Olià, Nas i Santa Eugènia de Nerellà). L'edifici és a l'entrada del poble d'Olià. És un edifici rectangular de dues plantes, en bon estat de conservació construït amb totxana, arrebossat i pintat, una teulada de teula àrab. A la primera planta s'hi donava classe, era una aula única. A la planta superior hi havia l'allotjament del mestre o de la mestressa.
Està classificat com a espai de protecció urbanístic, C-Volumètrica, Llei 9/93.

## Precedent
Segons indiquen publicacions de l'època, molt abans de 1931 (obertura de l'estudi) ja hi havia ensenyament al poble d'Olià o, si més no, un professor. Cada vegada que s'assignava un professor, és publicava al diari La Vanguardia. D'aquest manera sabem que en tres publicacions:
- El 31 de juliol de 1925 «Oliá, mixta a cargo de maestro»[2]
- El 8 de maig de 1927 «En Oliá, una mixta»[3]
- L'11 de maig de 1927: Provincia de Lérida. En Oliá (Bellver), una mixta a cargo de maestro[4]

## Història
El 15 d'abril de 1931, després de la Proclamació de la Segona República, es constituí la nova Batllia de Bellver sortida de les urnes (eleccions municipals de 1931). Fou escollit batlle Joan Viayna. Establert el nou règim, el consistori afrontà el tema principal del moment, la construcció d'edificis escolars a Bellver, Olià, Pi i Bor. Els edificis de Bellver, Olià i Pi es pogueren portar a terme però no el de Bor que quedà estroncat per la guerra. El projecte per a la construcció d'aquests edificis escolars s'aprovà l'any 1931, immediatament van començar les obres tot i que no és van acabar fins a l'any 1933-1934, aproximadament.
L'aprovació del pressupost per la construcció de l'escola d'Olià fou el 15 de desembre de 1938.

## Etapes
| Etapes                          | Etapes                                       | Etapes             |
| ------------------------------- | -------------------------------------------- | ------------------ |
| Etapa de Construcció            |                                              | 1931 - 1934        |
| Etapa Repúblicana               | ensenyament únic en català                   | 1934 - 1936        |
| Guerra Civil Espanyola          | ensenyament en català, fins abolició Estatut | 1936 - 1939        |
| Etapa sota el Govern Franquista | ensenyament únic en castellà (repressió)     | 1939 - (1964/1966) |
| Tancament                       |                                              | entre 1964 i 1966  |

### Construcció
Aquest col·legi va ser construït a Olià per la situació central, entre Santa Eugènia i Nas. Va ser pagat per La Batllia de Bellver de Cerdanya amb la col·laboració de la gent d'Olià, que hi va aportar la mà d'obra. La superfície on es va construir l'Estudi va ser cedida per la casa de Cal Xerill d'Olià. La Batllia Republicana de Bellver de Cerdanya va donar el permís d'obres l'any 1931 i les obres es van acabar durant la República Catalana de 1934, va estar actiu durant uns trenta anys.

### Trajectòria
Era una escola pública gestionada per La Batllia de Bellver de Cerdanya sota l'estricte control del Govern Franquista. Aquesta escola només tenia un mestre, que anava canviant. Tots els professors que van donar classe a l'Estudi s'allotjaven al poble, o bé, al mateix recinte, ja què la planta superior estava reservada a aquest ús, o bé, a Cal Xerill o Cal Vicenç d'Olià que els acollien donant-los-hi menjar i allotjament. L'Estudi mai va tenir un mestre fix sinó que molts eren professors en pràctiques que acabaven els estudis universitaris a Lleida i els destinaven, durant pocs anys, en aquesta escola. El 21 de juliol de 1934, segons La Vanguardia, al nucli d'Olià hi havia 35 alumnes. A diferencia d'altres escoles catalanes, aquesta, era mixta (nois i noies junts).
Pel que fa a llengua, des de l'obertura fins a la dictadura franquista s'hi feia servir preferentment el català (Estatut de Núria i República Catalana). Més tard, amb l'abolició de l'Estatut de Núria i la imposició de la dictadura, el català, va ser prohibit i el castellà fou la llengua d'imposició. Tot i les circumstancies, en ser una escola rural, el català era la llengua de comunicació verbal (dependent del professor) i el castellà era la llengua única de lectura.
Hi havien entre 10 i 30 alumnes depenent de l'època històrica. Al principi, durant els primers anys de l'escola, eren molts alumnes, uns 30 aproximadament. A mesura que anaven passant els anys disminuïen els alumnes, així doncs, cap als últims anys de l'escola ja només eren entre 10 i 15 alumnes. Cal tenir en compte que a l'Estudi hi anaven els estudiants d'Olià però també els estudiants de poblacions properes, com ara, Nas o Santa Eugènia de Nerellà d'entre d'altres.

### Tancament
L'Estudi va tancar definitivament entre els anys 1964 i 1966. És desconeix la data exacta del tancament per falta de dades. La davallada d'alumnes i població i el centralisme d'escoles cap a municipis o pobles amb més població van ser els principals motius del tancament. A partir d'aquest moment, l'escola va romandre tancada tanmateix s'obria un cop l'any per La Festa Major conjunta d'Olià-Santa Eugènia-Nas i acollia el ball de tarda i el ball de nit. Des de llavors els alumnes d'Olià s'han de desplaçar a l'Escola de Bellver. L'any 1980 un barceloní decideix venir a viure a la Cerdanya i troba aquest edifici deshabitat i decideix instal·lar-s'hi i convertir-lo en un habitatge. Per tant, d'ençà 1980, l'Estudi és una casa més del poble.